# Telesport
Telesport a fost un canal de televiziune din România care difuza emisiuni sportive înregistrate sau în direct.
A fost lansat la 1 decembrie 2003, iar pe 28 martie 2008 a fost cumpărat de grupul media Realitatea-Cațavencu.
În anul 2010 a fost subiectul unei tentative de preluare făcută de Romtelecom, însă în cele din urmă această tranzacție nu a fost finalizată iar cea mai mare parte a echipei TeleSport în frunte cu directorul postului, Vlad Enăchescu, s-a transferat la nou înființatul post de televiziune DolceSport, parte a grupului Romtelecom.
Pe 5 august 2010 a intrat în faliment.
La data de 10 mai 2011 TeleSport a rămas fără licență audiovizuală. Tot la aceeași dată s-a și închis.
Rivalul acestuia era Sport.ro (actualul Pro Arena).